# Christine Baitinger
Christine Baitinger  (Magstadt, 1974. március 2. –) német nemzetközi női labdarúgó-játékvezető. Más források szerint Christine Beck. Egyéb foglalkozása önkormányzati adminisztrátor.

## Pályafutása

### Labdarúgóként
Az 1990-es évek elején a nők Bundesliga csapatának, VfL Sindelfingennek volt aktív játékosa.

### Nemzeti játékvezetés
A helyi Fußball-Oberliga Baden-Württemberg vezette a férfi mérkőzéseket, 1999-ben lett hazája legfelső szintű labdarúgó-bajnokságának játékvezetője.

#### Nemzeti kupamérkőzések
Vezetett Kupa-döntők száma: 1.

##### Német női labdarúgókupa
2001-ben a DFB JB szakmai munkájának elismeréseként megbízta a döntő találkozó koordinálásával.
| Időpont         | Helyszín                 | Mérkőzés típusa | Mérkőzés                               | Eredmény | Nézők száma |
| --------------- | ------------------------ | --------------- | -------------------------------------- | -------- | ----------- |
| 2001. május 26. | Olimpiai Stadion, Berlin | döntő           | 1 FFC Frankfurt – FFC Flaesheim-Hillen | 2 : 1    | 30 000      |

### Nemzetközi játékvezetés
A Német labdarúgó-szövetség (DFB) Játékvezető Bizottsága (JB) 2004-ben terjesztette fel nemzetközi játékvezetőnek, a Nemzetközi Labdarúgó-szövetség (FIFA) bíróinak keretébe. A FIFA JB központi nyelvei közül a németet beszéli. Több válogatott és nemzetközi klubmérkőzést vezetett, vagy működő társának 4. bíróként segített. Vezetett nemzetközi mérkőzések száma: 89.

#### Labdarúgó-világbajnokság

##### U20-as női labdarúgó-világbajnokság
Oroszországban rendezték a 3., a 2006-os U20-as női labdarúgó-világbajnokságot, ahol a FIFA játékvezetőként foglalkoztatta.

###### 2006-os U20-as női labdarúgó-világbajnokság
| Időpont             | Helyszín                     | Mérkőzés típusa              | Mérkőzés               | Eredmény | Nézők száma |
| ------------------- | ---------------------------- | ---------------------------- | ---------------------- | -------- | ----------- |
| 2006. augusztus 20. | Podmoskovie Stadion, Moszkva | csoportmérkőzés (B. csoport) | Kína–Nigéria           | 3 : 0    | 2 000       |
| 2006. augusztus 23. | Torpedo Stadion, Moszkva     | csoportmérkőzés (A. csoport) | Ausztrália–Oroszország | 1 : 1    | 1 000       |
| 2006. augusztus 30. | Locomotiv Stadion, Moszkva   | egyik elődöntő               | Brazília–Észak-Korea   | 0 : 1    | 1 000       |

---
A női labdarúgó-világbajnokság döntőjéhez vezető úton Kína az 5., a 2007-es női labdarúgó-világbajnokságot, Németország a 6., a 2011-es női labdarúgó-világbajnokságot rendezte, ahol a FIFA JB bírói szolgálatra alkalmazta. Világbajnokságon vezetett mérkőzéseinek száma: 3.

##### 2007-es női labdarúgó-világbajnokság

###### Selejtező mérkőzés
| Időpont           | Helyszín               | Mérkőzés típusa                      | Mérkőzés     | Eredmény | Nézők száma |
| ----------------- | ---------------------- | ------------------------------------ | ------------ | -------- | ----------- |
| 2007. március 10. | Nemzeti Stadion, Tokió | AFC/CONCACAF zónadöntő első mérkőzés | Japán–Mexikó | 2 : 0    | 10 107      |

###### Világbajnoki mérkőzés
| Időpont              | Helyszín                        | Mérkőzés típusa              | Mérkőzés               | Eredmény | Nézők száma |
| -------------------- | ------------------------------- | ---------------------------- | ---------------------- | -------- | ----------- |
| 2007. szeptember 18. | Olimpiai Stadion, Tiencsin      | csoportmérkőzés (B. csoport) | Észak-Korea–Svédország | 1 : 2    | 33 196      |
| 2007. szeptember 12. | Yellow Dragon Stadion, Hangcsou | csoportmérkőzés (C. csoport) | Norvégia–Kanada        | 2 : 1    | 30 752      |
| 2007. szeptember 23. | Sportközpont Stadion, Vuhan     | egyik negyeddöntő            | Brazília–Ausztrália    | 3 : 2    | 35 061      |

##### 2011-es női labdarúgó-világbajnokság

###### Selejtező mérkőzés
| Időpont              | Helyszín                     | Mérkőzés típusa           | Mérkőzés             | Eredmény |
| -------------------- | ---------------------------- | ------------------------- | -------------------- | -------- |
| 2009. október 24.    | Gerland Stadion, Lyon        | előselejtező (1. csoport) | Franciaország–Izland | 2 : 0    |
| 2009. szeptember 19. | Niedermatten Stadion, Wohlen | előselejtező (6. csoport) | Svájc–Írország       | 2 : 0    |

#### Olimpiai játékok
Kína adott otthont a XXIX., a 2008. évi nyári olimpiai játékok női labdarúgó tornájának, ahol a FIFA JB bírói szolgálatra alkalmazta.

##### 2008. évi nyári olimpiai játékok
| Időpont             | Helyszín                     | Mérkőzés típusa              | Mérkőzés         | Eredmény | Nézők száma |
| ------------------- | ---------------------------- | ---------------------------- | ---------------- | -------- | ----------- |
| 2008. augusztus 6.  | Olimpiai Stadion, Tiencsin   | csoportmérkőzés (E. csoport) | Argentína–Kanada | 1 : 2    | 23 201      |
| 2008. augusztus 15. | Városi Stadion, Csinhuangtao | egyik negyeddöntő            | Kína–Japán       | 0 : 2    | 28 459      |

##### Nemzetközi kupamérkőzések
Vezetett Kupa-döntők száma: 1.

###### Női UEFA-kupa
Az UEFA JB szakmai munkájának elismeréseként megbízta női döntő irányításával.
| Időpont           | Helyszín                    | Mérkőzés típusa     | Mérkőzés                      | Eredmény | Nézők száma |
| ----------------- | --------------------------- | ------------------- | ----------------------------- | -------- | ----------- |
| 2007. április 21. | Gammliavallen Stadion, Umeå | első döntő mérkőzés | Umeå IK (svéd)–Arsenal L.F.C. | 0 : 1    | 6 265       |